# Kenta Kobashi
Kenta Kobashi (小橋建太 Kobashi Kenta?) (Fukuchiyama, Kioto; 27 de marzo de 1967) es un luchador profesional japonés retirado, siendo considerado una leyenda de la lucha libre profesional. Destaca por su trabajo en la empresa All Japan Pro Wrestling desde 1988 a 2000 y desde 2000 hasta su retiro en 2013, trabajó en Pro Wrestling Noah.

## Carrera

### All Japan Pro Wrestling
Kobashi entrenó judo y rugby durante la secundaria en Fukuchiyama. También practicó culturismo tras graduarse mientras tenía trabajos "regulares". Se presentó y fue aceptado en el dojo de All Japan Pro Wrestling el 20 de junio de 1987. Ahí fue entrenado por Gigante Baba, Dory Funk, Jr., Masanobu Fuchi y Kazuharu Sonoda. Kobashi debutó profesionalmente como luchador en Ryuo, Shiga el 26 de febrero de 1988. Fue programado por el "Giant" Baba para perder sus primeras 63 peleas (todos encuentros singles). Todo fue parte del plan maestro de Baba: incluso en la derrota, el fiero y carismático Kobashi, corajudo y con su espíritu de lucha "rendirse jamás" propiciaron que gane el premio al Novato del Año otorgado por la prensa japonesa. Kobashi ganó su primer combate en mayo de 1989 (contra el jobber de la promoción de Jim Crockett Promotions, Mitch Snow). Durante 1989, cuando The Road Warriors estuvieron en AJPW, le enseñaron a Kobashi como entrenar todos los días. Al principio ganó algo de reconocimiento como miembro de la facción de Mitsuharu Misawa durante la rivalidad entre Misawa y Jumbo Tsuruta. Kobashi durante este período jugó un rol "dual" según quienes eran sus compañeros y rivales. Cuando hizo equipo con Misawa, quien estaba en un ranking más alto, o Toshiaki Kawada, Kobashi jugaría el papel del corajudo "underdog" (es decir, el papel de aquel que se espera que pierda). Al mismo tiempo, cuando hizo equipo con el menos situado en el roster, Tsuyoshi Kikuchi, haría el papel del "hermano mayor", apareciendo e intentando salvar el día luego que Kikuchi fuera trabajado largo rato por los oponentes. Once meses después, ganó su primer título, el AJPW All Asia Tag Team Championship haciendo equipo con Tiger Mask II (Misawa). Por los siguientes dos años, Kobashi retuvo los cinturones de All Asia con Johnny Ace dos veces y con Kikuchi una vez. La victoria por el título con Kikuchi como compañero fue contra Dan Kroffat y Doug Furnas se dio ante un público extremadamente entusiasta en la ciudad natal de Kikuchi, en Sendai el 25 de mayo de 1992; la pelea ganó rápidamente el estatus de legendaria entre los adeptos al intercambio de vídeo casetes, y fue votada en 1992 como la Pelea del Año por el Wrestling Observer Newsletter.
En 1993, Kobashi se convirtió en el principal compañero de Misawa a mitad del año en el que Kawada se había convertido en el rival principal de Misawa. Ganó su primera pelea en singles sobre el excampeón Triple Crown Triple Crown Terry Gordy en mayo de ese año. El 3 de diciembre de 1993, Kobashi tuvo su primera victoria por cobertura sobre Kawada, ganó su primer Real World Tag League, y su primer AJPW World Tag Team Championship. Kobashi recibió su primera oportunidad por el AJPW Triple Crown Championship contra el entonces campeón Steve Williams el 3 de septiembre de 1994, pero perdió en el Nippon Budōkan, Tokio. Los combates singles de Kobashi alrededor de esos tiempos, contra Stan Hansen, Misawa y Kawada son en grupo las más admiradas. En parejas tuvo que esforzarse mucho con oponentes tan diversos como, el entonces novato Jun Akiyama, hasta la antigua leyenda y dueño de AJPW, el Gigante Baba. Durante los años siguientes, Kobashi siguió ganando más honores, pero su jerarquía en la empresa nunca cambió realmente. En el Champion's Carnival de 1994 le ganó por primera vez, en singles, a Hansen. En septiembre de 1994 perdió su primer reto por el título Triple Crown contra Steve Williams. Su próxima oportunidad al título fue contra Kawada en enero de 1995. Esto dejó un empate en una pelea con 60 minutos de límite de tiempo, y es recordada como la más grande y mejor pelea de 60 minutos en la historia de la lucha libre profesional según el Wrestling Observer Newsletter. El 9 de junio de 1995, Misawa and Kobashi perdieron sus títulos en pareja contra Kawada y Akira Taue. Esta pelea también es notable porque ganó el reconocimiento de Pelea del Año por Tokyo Sports. Kobashi sufrió la primera de varias lesiones a la rodilla en mediados de 1995, pero siguió trabajando a pesar de ellas. A inicios de 1996, la compañía elevó a Jun Akiyama como compañero principal en equipos de Misawa. Mientras esto era bueno para Akiyama y permitía nuevas y refrescantes peleas en parejas, dejó a Kobashi sin un verdadero compañero de equipo por el resto del año.
Kobashi derrotó a Akira Taue el 24 de julio de 1996 para capturar su primer Triple Crown. Perdió el título contra Misawa el 20 de enero de 1997 en una muy admirada y recordada pelea. En marzo , durante el Champion's Carnival de 1997 tuvo su primera victoria por cobertura sobre Misawa. Al final del Carnival, Kobashi clasificó para las finales por primera vez. Sin embargo, en lugar de uno-contra-uno típico para avanzar en ese torneo, esa noche se programaron tres peleas más, debido a que Kobashi, Kawada y Misawa finalizaron el torneo con el mismo puntaje. La primera pelea entre Kobashi y Misawa, con 30 minutos de límite de tiempo, terminó en empate. Sin embargo este combate dejó a ambos debilitados y así Kawada tuvo la oportunidad de cubrir a Misawa en su primer sencillo. A la siguiente pelea, Kobashi llegó un poco más descansado pero en ese combate final, Kawada venció a Kobashi y así obtuvo su segundo título Carnival. En octubre de 1997 Kobashi ganó su primer título en parejas sin Misawa, cuando él y Johnny Ace derrotaron a Williams y Gary Albright. En ese mismo mes retó a Misawa por el Triple Crown en otra pelea memorable, pero Misawa volvió a derrotarlo. Mientras tanto, Kawada finalmente terminaría su búsqueda por derrotar a Misawa por el Triple Crown en el show de mayo de AJPW en el Tokyo Dome. En 1998, Kobashi reemplazaría a Kawada como el máximo rival de Misawa's top rival. El 12 de junio de 1198,Kobashi derrotó a Kawada para obtener su segundo reinado Triple Crown. Al poco tiempo de su victoria, nuevamente sufrió una lesión grave de rodilla que demoró mucho en sanar y casi termina con su carrera. Perdió el título otra vez contra Misawa.
El año 1998 finalizaría con Kobashi en otro punto culminante de su carrera, ganando al lado de Jun Akiyama su primer título Real World Tag League. En enero, Kobashi comenzó una nueva rivalidad, esta vez con Vader. Ganó el título Real World Tag League nuevamente con Akiyama en diciembre de 1999. En febrero de 2000 venció a Vader y así se coronó por tercera vez como campeón Triple Crown. Es entonces que en abril de 2000 ganó su primer Champion's Carnival mientras que, durante el curso del torneo, ganaría su primer sencillo televisado a Misawa. A mediados del año 2000, Misawa deja la compañía para formar Pro Wrestling Noah; Kobashi, con todos, salvo tres luchadores nativos de All Japan native, siguieron a Misawa. Él era el campeón reinante del Triple Crown en ese momento y su campeonato fue vacado. A pesar de las lesiones de Kobashi, fue alrededor de esos tiempos que muchas revistas especializadas en lucha libre, comenzaron a llamar a Kobashi como "el luchador perfecto", dejando claro que con su 1.86 m y 115 kg Kobashi poseía más fuerza que muchos luchadores, y sin embargo, era capaz de realizar maniobras aéreas como el moonsault con la habilidad de un luchador ligero. Estas características, combinadas con su sorprendente resistencia física y su incomparable dureza, hacen de Kobashi un rival muy difícil de derrotar.

### Pro Wrestling NOAH
Durante este período, la lesiones de rodilla de Kobashi comenzaron a empeorar, al punto que buscó, de manera desesperada, un tiempo fuera para sanar. No obstante, era requerido para establecer a Noah como una promoción viable, y tuvo una posición identificatoria en los dos primeros shows. El 5 de agosto de 2000, hizo equipo con Akiyama y derrotaron a Taue y Misawa una pelea "2 de tres caídas" en el evento principal del primer show de la promoción, para luego perder contra Akiyama en el segundo show, al día siguiente (Kobashi se desmayó legítimamente durante la movida de sumisión de Akiyama "King Crab Lock" y quedó imposibiitado de terminar el combate). Noah se las arregló para organizarse sin títulos durante ese período. En el primer gran show de Noah del año, el 23 de diciembre de 2000, Kobashi derrotó a Akiyama, vengando así su derrota a inicios del año. Infortunadamente para Kobashi, el mes siguiente, finalmente sus rodillas se deterioraron al punto que ya no podía trabajar por el dolor que le provocaban y fue forzado a tomarse 13 meses de descanso para recuperarse. Pasó por múltiples cirugías de rodilla durante ese tiempo. Su pelea de retorno fue el 24 de febrero de 2002 con la novedad de que reformó su equipo al lado de Misawa para enfrentarse a Akiyama y al luchador de New Japan Pro Wrestling, Yuji Nagata. Sus rodillas le jugaron mal de nuevo durante la batalla. Tras tomarse otros 5 meses para recuperarse retornó y Noah comenzó a convertirlo, lentamente, en el que sería el campeón de su más preciado premio, el GHC Heavyweight Championship. 
El 1 de marzo de 2003, Kobashi venció a su rival Mitsuharu Misawa en un combate por el GHC Heavyweight Championship. El reinado de Kobashi se extendería por más de dos años e incluyó 13 exitosas defensas. Sus defensas notables incluyen a sus rivales: Masahiro Chono en el evento del Tokyo Dome del 2 de mayo de 2003; contra Yuji Nagata el 12 de septiembre de 2003; contra Yoshihiro Takayama el 25 de abril de 2004, y contra Jun Akiyama en el evento principal del primer show de Noah en el Tokyo Dome el 10 de julio de 2004. Durante su reinado ganó el premio Wrestling Observer Newsletter's Wrestler of the Year en 2003 y 2004 respectivamente. en marzo de 2005 finalmente perdió el título contra Takeshi Rikio. A pesar de la pérdida del título, Kobashi permaneció como luchador top dentro de Noah. El resto del año distinguido con peleas con luchadores de otras empresas como Genichiro Tenryu y Kensuke Sasaki (la última el 18 de julio de 2005 en el Tokyo Dome en el evento Noah Destiny), y al año siguiente tuvo aclamadas peleas contra luchadores júnior heavyweights tales como KENTA (5 de marzo de 2006) y Naomichi Marufuji (23 de julio de 2006). Kobashi tiene la distinción de haber competido en las 3 mejores peleas en la historia de Noah, esas fueron contra Misawa el 1 de marzo de 2003, contra Akiyama el 10 de julio de 2004 y contra Sasaki el 18 de julio de 2005. Los combates contra Misawa y Akiyama ganaron el puntaje de 5 estrellas, según el 5 star ratings de Dave Meltzer del Wrestling Observer. Kobashi mantiene el récord no oficial de haber competido en un total de 23 peleas bajo el ranking 5-Star Matches como califica el Wrestling Observer, más que cualquier otro luchador, salvo Mitsuharu Misawa. 
A finales de 2005, Kobashi hizo su primera aparición en Norteamérica con la promoción World League Wrestling de Harley Race, derrotando al entonces campeón de esa empresa Wild Wade Chism. Su segunda y tercera aparición en Norteamérica fue para Ring of Honor, donde derrotó a Samoa Joe en una memorable pelea en singles(a la cual se le dio el puntaje total de 5 estrellas por el Wrestling Observer así como también la pelea del año 2005, e hizo equipo con Homicide derrotando así al equipo de Samoa Joe y Low Ki. Kobashi también viajó a Europa donde tuvo peleas en Alemania, y en el Universal Uproar en Inglaterra, en noviembre de 2005. Tras ganar el GHC Tag Team Championship el 4 de junio de 2006, Kobashi estuvo inactivo debido al cáncer. Su compañero Tamon Honda devolvió los cinturones el 26 de septiembre de 2006 (Mohammed Yone y Takeshi Morishima, los mismos hombres que Kobashi y Honda derrotaron por el GHC Tag Team Championship recuperaron los cinturones venciendo a su vez a Yoshihiro Takayama y Takuma Sano en la final de un torneo el 2 de diciembre en Yokohama). El 10 de diciembre en el Budoukan, Kobashi apareció ante sus seguidores y anunció que retornaría "sin lugar a dudas".
El 8 de septiembre de 2007, se anunció que Kobashi haría su retorno el 2 de diciembre de 2007 en el evento del Budokan Hall donde haría equipo con Takayama para enfrentarse a Misawa y Akiyama. Al final, Misawa cubriría a Kobashi luego de un Avalanche Emerald Frosion, pero aun así, los seguidores le dieron a Kobashi una incansable ovación.
En septiembre de 2008, Kobashi pasó por una cirugía de emergencia en ambos brazos. La cirugía fue exitosa y se esperó que Kobashi tuviera una recuperación total. Se esperó también que Kobashi estuviera un año fuera de acción, pero retornaría a las arenas en menos de 6 meses. Antes de regresar al ring, Kobashi alegó que deseaba empezar en combates de apertura y así volver a reconstruirse como un luchador main eventer.
Kenta Kobashi hizo su retorno a la lucha profesional el 1 de marzo de 2009 en la arena Nippon Budōkan con Pro Wrestling NOAH, doblegando a Masao Inoue en la pelea de apertura del show con un Lariat de su repertorio personal. Kobashi ganó el Campeonato Violento Peso Abierto GHC de Makoto Hashi el 8 de junio de 2009 en Hachiōji, Japón, durante la gira Southern Navigation de NOAH.
El 23 de diciembre de 2009, Kobashi resultó gravemente herido en un combate a tres bandas contra Honda y Kikuchi. Estuvo fuera de juego durante 19 meses por daño en el nervio de su brazo derecho. Kobashi hizo su regreso el 23 de julio de 2011, haciendo equipo con Go Shiozaki en un combate por equipos, donde fueron derrotados por Akitoshi Saito y Jun Akiyama. El 27 de agosto de 2011, estrenó un nuevo equipo de ring, mezclando negro y naranja, en el espectáculo NJPW/AJPW/Noah All Together en el Budokan Hall, haciendo equipo con Keiji Mutoh de AJPW, derrotando a Takashi Iizuka y Toru Yano de NJPW. El 6 de octubre, NOAH anunció que Kobashi había renunciado a su puesto como vicepresidente ejecutivo de la promoción. El 3 de diciembre de 2012, Noah liberó a Kobashi de su contrato. La noticia provocó una gran conmoción, ya que Atsushi Aoki, Go Shiozaki, Jun Akiyama, Kotaro Suzuki y Yoshinobu Kanemaru hablaron, declarando su intención de no firmar con Noah después de que sus contratos expiren en enero, por lealtad a Kobashi. El 9 de diciembre de 2012, Kobashi asistió al evento Ryōgoku Kokugikan de NOAH y durante una entrevista en el ring, reveló que planeaba retirarse en un ring de Noah en 2013. NOAH y Kobashi aparentemente llegaron a un acuerdo para dejarlo retirarse en lugar de obligarlo a dejar la promoción. A pesar de este cambio de planes, NOAH confirmó el 19 de diciembre que Akiyama, Shiozaki, Suzuki, Kanemaru y Aoki dejarían la promoción después del 24 de diciembre. El 23 de enero de 2013, Kobashi anunció que su combate de retiro se llevaría a cabo en el Nippon Budokan. El evento de retiro de Kobashi, Final Burning in Budokan, tuvo lugar el 11 de mayo. Su ceremonia de retiro se llevó a cabo después del segundo combate en el programa y asistieron el ex primer ministro japonés Yoshihiko Noda, los legendarios locutores de NTV Akira Fukuzawa y Kazuo Tokumitsu, los ex colegas Akira Taue, Hiroshi Hase, Masahiro Chono, Mitsuo Momota , Toshiaki Kawada y Stan Hansen a través de un mensaje de video, junto con muchos otros. En el evento principal, Kobashi hizo equipo con Jun Akiyama, Keiji Mutoh y Kensuke Sasaki en un combate por equipos de ocho hombres, donde derrotaron a sus protegidos Go Shiozaki, Kenta, Maybach Taniguchi y Yoshinobu Kanemaru, con Kobashi venciendo a Kanemaru con un Burning Moonsault para la victoria final de su carrera. Al evento en el Nippon Budokan asistieron 17.000 fanáticos y se transmitió en vivo en todo Japón por la cadena de televisión BS Sky! y en los cines.

## En lucha
- Movimientos finales
  - Brainbuster[4]
  - Burning Lariat[3][4] (Running lariat, a veces tirando del brazo del oponente)[2]
  - Burning Hammer[2][3][4] (Inverted death valley driver, a veces tras un wrist-clutch)[4] - 1998-2006, usado en 7 ocasiones debido a su alto riesgo; innovado
  - Diamond Head[2] (Spinning sitout one shoulder powerbomb) - 2002; innovado
  - Diving moonsault[2][3][4]
  - Orange Crush[2][3] (Vertical suplex powerbomb) - 1992-1997, aún usado esporádicamente; innovado
- Movimientos de firma
  - Burning Elbow[4] (Discus elbow smash)
  - Black Crush[4] (Vertical suplex cutter)[4] - usado en ocasiones especiales; innovado
  - DDT, a veces desde una posición elevada
  - Diving leg drop - 1990-2000
  - Double underhook DDT - 1990-2000
  - Dropkick, a veces desde una posición elevada
  - Pumphandle sitout powerbomb - 1991-1995
  - Roundhouse kick
  - Scoop slam
  - Standing powerbomb, a veces contra el turnbuckle[2] o seguida de jackknife pin
  - Varios tipos de chop:
    - Burning Sword[4] (Overhead al pecho del rival)
    - Brain
    - Discus backhand[2][4]
    - Drop
    - Kesagiri, a veces en sucesión rápida
    - Knife-edge, usualmente en sucesión rápida a un oponente arrinconado

  - Varios tipos de suplex:
    - Belly to back
    - Bridging double chickenwing
    - Fisherman - 1990-2000
    - German
    - Half Nelson,[2][3][4] a veces desde una posición elevada[4]
    - Sleeper[3][4]

- Apodos
  - Orange Crush[2][3]
  - The Iron Man[3]
  - The Absolute Champion[3]
  - Mr. Puroresu[3] - Proclamado por Harley Race)

## Campeonatos y logros
- All Japan Pro Wrestling
  - AJPW All Asia Tag Team Championship (4 veces) – con Tiger Mask II (1), Johnny Ace (2) y Tsuyoshi Kikuchi (1)
  - AJPW Triple Crown Heavyweight Championship (3 veces)
  - AJPW Unified World Tag Team Championship (6 veces) – con Mitsuharu Misawa (2), Johnny Ace (2) y Jun Akiyama (2)
  - Ganador del Champion's Carnival 2000
  - Ganador del World's Strongest Tag Team League 1993–1995 – con Mitsuharu Misawa
  - Ganador del World's Strongest Tag Team League 1998, 1999 – con Jun Akiyama

- Pro Wrestling NOAH
  - GHC Heavyweight Championship (1 vez)
  - GHC Tag Team Championship (2 veces) – con Tamon Honda
  - GHC Openweight Hardcore Championship (1 vez)

- Pro Wrestling Illustrated
  - PWI situado en el #4 de los 500 mejores luchadores en el PWI 500 en 1996, 2000 y 2004

- Wrestling Observer Newsletter
  - Pelea 5 estrellas (1990) con Toshiaki Kawada y Mitsuharu Misawa vs. Jumbo Tsuruta, Akira Taue y Masanobu Fuchi el 19 de octubre 
  - Pelea 5 estrellas (1991) con Toshiaki Kawada y Mitsuharu Misawa vs. Jumbo Tsuruta, Akira Taue y Masanobu Fuchi el 20 de abril
  - Pelea 5 estrellas (1992) con Mitsuharu Misawa y Toshiaki Kawada vs. Jumbo Tsuruta, Akira Taue y Masanobu Fuchi el 22 de mayo 
  - Pelea 5 estrellas (1992) con Tsuyoshi Kikuchi vs. Dan Kroffat y Doug Furnas el 25 de mayo
  - Pelea 5 estrellas (1992) con Tsuyoshi Kikuchi vs. Masanobu Fuchi y Yoshinari Ogawa el 5 de julio
  - Pelea 5 estrellas (1993) vs. Toshiaki Kawada el 14 de abril
  - Pelea 5 estrellas (1993) con Mitsuharu Misawa y Jun Akiyama vs. Toshiaki Kawada, Akira Taue y Yoshinari Ogawa el 2 de julio
  - Pelea 5 estrellas (1993) vs. Stan Hansen el 29 de julio
  - Pelea 5 estrellas (1993) vs. Steve Williams el 31 de agosto
  - Pelea 5 estrellas (1993) con Mitsuharu Misawa vs. Toshiaki Kawada y Akira Taue el 3 de diciembre
  - Pelea 5 estrellas (1994) con Mitsuharu Misawa y Giant Baba vs. Masanobu Fuchi, Toshiaki Kawada y Akira Taue el 13 de febrero
  - Pelea 5 estrellas (1994) con Mitsuharu Misawa vs. Toshiaki Kawada y Akira Taue el 21 de mayo
  - Pelea 5 estrellas (1995) vs. Toshiaki Kawada el 19 de enero
  - Pelea 5 estrellas (1995) con Mitsuharu Misawa vs. Toshiaki Kawada y Akira Taue el 23 de enero
  - Pelea 5 estrellas (1995) con Mitsuharu Misawa vs. Steve Williams y Johnny Ace el 4 de mayo
  - Pelea 5 estrellas (1995) con Mitsuharu Misawa vs. Toshiaki Kawada y Akira Taue el 9 de junio
  - Pelea 5 estrellas (1995) con Mitsuharu Misawa y Satoru Asako vs. Toshiaki Kawada, Tamon Honda y Akira Taue el 30 de junio
  - Pelea 5 estrellas (1998) vs. Mitsuharu Misawa el 31 de octubre
  - Pelea 5 estrellas (1999) vs. Mitsuharu Misawa el 11 de junio
  - Pelea 5 estrellas (1999) con Jun Akiyama vs. Mitsuharu Misawa y Yoshinari Ogawa el 23 de octubre
  - Pelea 5 estrellas (2003) vs. Mitsuharu Misawa el 1 de marzo
  - Pelea 5 estrellas (2004) vs. Jun Akiyama el 10 de julio
  - Pelea 5 estrellas (2005) vs. Samoa Joe el 1 de octubre en el evento Joe vs. Kobashi
  - Best Box Office Draw (2004, 2005)
  - Best Wrestling Maneuver (1998) – Burning Hammer
  - Pelea del Año (1992) con Tsuyoshi Kikuchi vs. Doug Furnas y Phil Lafon el 25 de mayo
  - Pelea del Año (1998) vs. Mitsuharu Misawa el 31 de octubre
  - Pelea del Año (1999) vs Mitsuharu Misawa el 11 de junio
  - Pelea del Año (2003) vs. Mitsuharu Misawa el 1 de marzo
  - Pelea del Año (2004) vs. Jun Akiyama el 10 de julio
  - Pelea del Año (2005) vs. Samoa Joe el 1 de octubre en el evento Joe vs. Kobashi
  - Most Improved Wrestler (1990)
  - Most Outstying Wrestler (1993, 1994)
  - Tag Team del Año (1995) con Mitsuharu Misawa
  - Tag Team del Año (1999) con Jun Akiyama
  - Lou Thesz/Ric Flair award (Luchador del Año) - (1996, 2003–2005)
  - Wrestling Observer Newsletter Hall of Fame (Clase 2002)
  - Situado en Nº2 del WON Luchador de la década (2000–2009)[5]
  - Situado en Nº5 del WON Luchador más destacado de la década (2000–2009)[5]
  - Situado en Nº4 del WON Luchador que más dinero genera de la década (2000–2009)[5]
  - Situado en Nº11 del WON Luchador más carismático de la década (2000–2009)[5]

- Tokyo Sports Grand Prix
  - Lucha del año (1997) contra Mitsuharu Misawa el 21 de octubre
  - Lucha del año (1998) contra Mitsuharu Misawa el 31 de octubre
  - Lucha del año (2003) contra Mitsuharu Misawa el 1 de marzo
  - Lucha del año (2004) contra Jun Akiyama el 10 de julio
  - Lucha del año (2005) contra Kensuke Sasaki el 18 de julio
  - Lucha del año (2011) con Keiji Muto contra Toru Yano & Takashi Iizuka el 27 de agosto